# Коїсо Куніакі
Куніакі Коїсо (яп. 小磯 國昭; 22 березня 1880, Уцуномія, Японська імперія — 3 листопада 1950, Токіо, Японія) — японський політичний, державний та військовий діяч, генерал Імперської армії Японії. Під час Другої світової війни обіймав посади очільника окупаційної адміністрації в Кореї та прем'єр-міністра Японської імперії. По завершенню конфлікту опинився на лаві для підсудних під час Токійського трибуналу, яким був засуджений до довічного ув'язнення за військові злочини.

## Життєпис
Після закінчення Військової академії, служба в збройних силах Японії. Брав участь у російсько-японській війні.
У 1932 призначено начальником Штабу Квантунської армії, після 1934 — головнокомандувач японською армією в Кореї.
З 1939 в Уряді Японії.
З 1939 по 1940 — робота в міністерстві закордонних справ Японії.
З 1942 по 1944 — генерал-губернатор Кореї.
З 1944 призначено прем'єр-міністром Японії, але в 1945 знятий.
Після капітуляції визнаний військовим злочинцем, заарештований і засуджений на довічне ув'язнення.